# غراهام سميث (سباح)
غراهام سميث (بالإنجليزية: Graham Smith) (و. 1958  م) هو سباح كندي، ولد في إدمونتون، شارك في الألعاب الأولمبية الصيفية 1976، وسباحة في الألعاب الأولمبية الصيفية 1976 – رجال 4 × 100 متر تتابع متنوع ‏.
.

## التعليم
تعلم في جامعة كاليفورنيا، بركلي.

## روابط خارجية
- غراهام سميث على موقع الاتحاد الدولي للسباحة (الإنجليزية)
- غراهام سميث على موقع SwimRankings.net (الإنجليزية)
- غراهام سميث على موقع اللجنة الأولمبية الدولية (الإنجليزية)
- غراهام سميث على موقع أوليمبيديا (الإنجليزية)
- غراهام سميث على موقع اللجنة الأولمبية الكندية (الإنجليزية)
- غراهام سميث على موقع اتحاد ألعاب الكومنولث (مؤرشف) (الإنجليزية)
- غراهام سميث على موقع قاعة كندا للمشاهير الرياضية (الإنجليزية)